# Ken Mauer
Ken Mauer jr. (Saint Paul, 23 aprile 1955) è un arbitro di pallacanestro statunitense professionista nella National Basketball Association (NBA) dalla stagione 1986-87. Veste la maglia numero 41, e ha arbitrato più di 1500 partite di regular season e più di 150 partite dei Playoff incluse 3 NBA Finals.

## Vita privata
Mauer, dopo aver ha frequentato la Harding Senior High School di St. Paul, si è laureato alla University of Minnesota nel 1977. All'università Mauer, ha giocato a baseball venendo anche nominato All-Big Ten player. Proviene da una famiglia di atleti: il cugino Joe gioca a Baseball nei Minnesota Twins, il padre e quattro fratelli sono tutti arbitri; uno di essi, Tom, è un arbitro della Women's National Basketball Association.
Mauer attualmente vive a Fort Myers in Florida.

## Carriera

### Gli Inizi
Mauer ha arbitrato per 12 anni nello stato del Minnesota, 9 anni a livello collegiale e gli ultimi sei anni, prima di approdare in NBA nel 1986, nella Continental Basketball Association (CBA).

### Carriera da arbitro NBA

#### Debutto alle NBA Finals
Mauer è stato selezionato per arbitrare durante le NBA Finals 2006 tra Dallas Mavericks e Miami Heat, le prime Finals della sua carriera.

#### Decisioni controverse
La stagione 2010-11 vide Mauer protagonista di diverse decisioni controverse come quelle prese durante una partita tra Minnesota Timberwolves e San Antonio Spurs durante la quale Mauer chiamo cinque falli tecnici in dieci secondi. Altro episodio degno di nota fu quello occorso durante una partita tra Oklahoma City Thunder e Phoenix Suns durante la quale Mauer avrebbe fatto commenti sprezzanti sul playmaker Zabian Dowdell per poi espellere rapidamente sia lo stesso Dowdell che Aaron Brooks dei Phoenix Suns.